# NYC Transformer

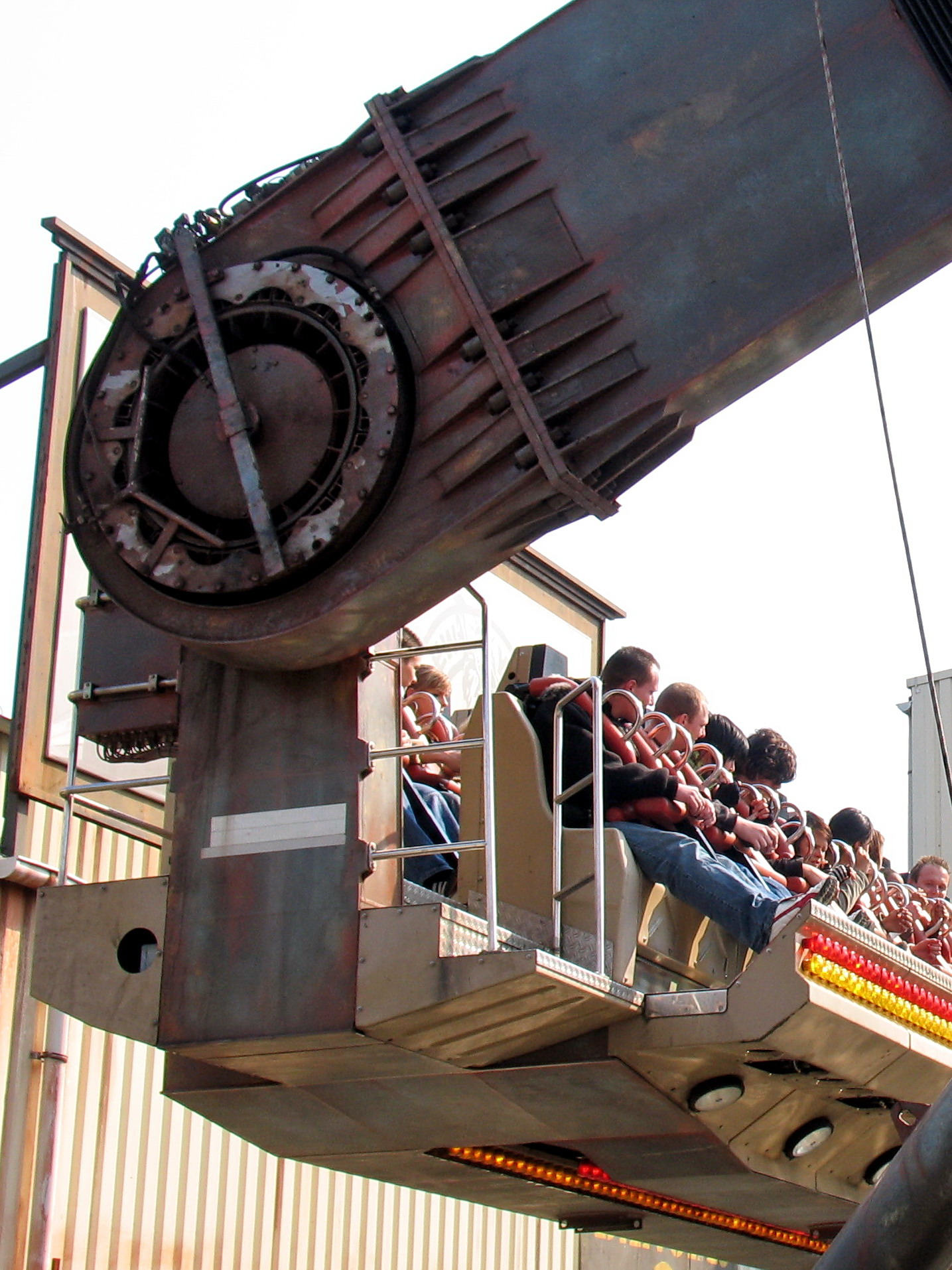
De gondel van NYC transformer, gezien vanaf de zijkant.

NYC transformer is een topspin in het Duitse attractiepark Movie Park Germany.

## Algemene informatie
In de gondel van de in 1999 geopende NYC Transformer is tijdens de rit plaats voor 40 passagiers. Hierdoor is de capaciteit van NYC transformer 1000 personen per uur. Tijdens de rit bereikt de gondel van NYC Transformer een hoogte van 18 meter. NYC transformer staat in het themagebied de streets of New York. NYC verwijst in zijn naam hier ook naar. NYC staat namelijk voor New York City.
Lijst van attracties in Movie Park Germany · Police Academy Stunt Show · afbeeldingen
Huidige attracties: Avatar Air Glider ·
Backyardigans Mission to Mars · The Bandit · Bermuda Triangle - Alien Encounter · Crazy Surfer · Dora's Big River Adventure · Fairy World Spin ·
Ghost Chasers · Jimmy Neutron's Atomic Flyer · MP Xpress · Excalibur - Secrets of the Dark Forest · NYC Transformer · Roxy · Side Kick · SpongeBob Splash Bash · Star Trek: Operation Enterprise · The High Fall · The Lost Temple · Time Riders · Van Helsing's Factory
Voormalige attracties: Batman Adventure · Cop Car Chase · Danny Phantom Ghost Zone · Gremlins Invasion · Ice Age Adventure · Josie's Bath House · Looney Tunes Adventure · Studio Tour · Unendliche Geschichte · Mystery River
Themagebieden: Federation Plaza · Hollywood Street Set · Nickland · Santa Monica Pier · Streets of New York · The Old West